# José de Sarabia (poeta)
José de Sarabia, señor del palacio y lugar de Eransus (Pamplona, 1594-Martorell, 21 de enero de 1641), poeta español del Siglo de Oro autor del famoso poema Canción Real a una mudanza (1628), antaño atribuido a Antonio Mira de Amescua y en la actualidad, con mayor crédito, devuelto a este autor.
Hijo del capitán Pedro Sarabia de la Riva, natural de Espinosa de los Monteros, y de Catalina Ugarte, vecina y natural de Pamplona, casados en 1593. El futuro poeta será el primogénito; a los pocos años falleció su padre, un hombre que había servido durante más de treinta años al rey, y cuando su hijo tenía unos doce años murió a su vez su madre. Fue llamado varias veces a las Cortes de Navarra, como su progenitor. El 3 de septiembre de 1628 fue a Sanlúcar de Barrameda a ocupar el cargo de secretario "de los papeles de guerra tocantes a cosasde Mar y Cámara" de Juan Manuel Pérez de Guzmán y Silva, Duque de Medina Sidonia y ese mismo año le fue concedido el hábito de Santiago, que tomó el 17 de enero de 1629 en la Iglesia de la Caridad; un mes después compuso un Elogio del poeta Pedro de Espinosa. Siguió la carrera militar luchando en Flandes; el 18 de agosto de 1631 es nombrado alcaide del Castillo de Sanlúcar de Barrameda, actual Castillo de Santiago; el 24 de abril de 1634 deja ese cargo por desavenencias con el hijo del achacoso marqués, que ya estaba postrado en la cama, muy enfermo y a punto de morir; el hijo habrá de ser el rebelde levantado contra Felipe IV con la intención de proclamarse Rey de Andalucía. Sarabia desempeñó después el mando militar de Navarra; en 1637 estaba en Pamplona. Participó en septiembre de 1638 en el sitio a Fuenterrabía con el grado de Teniente maestre de campo y lugarteniente del marqués de Torrecusa. En 1640 es comisario general del Reino de Navarra en nombre del virrey Nochera. Realizó varias comisiones relacionadas con la Guerra contra Cataluña. Y murió luchando contra ellos el 21 de enero de 1641 en el combate de Martorell de un mosquetazo recibido en la plena vanguardia del ataque. A su viuda, Jerónima de Sarasa, el rey le concedió la merced de 300 ducados anuales; de ella tuvo el poeta al menos tres hijos, uno de ellos, Pedro, militar, que recibió el mayorazgo y murió sin sucesión, que pasó a su hermano Francisco; la última era una hermana, Catalina.
Su Canción real a una mudanza (1628) se caracteriza por el uso de enunciados trimembres y abundantes aliteraciones.
- Datos: Q5946349